# Torrija

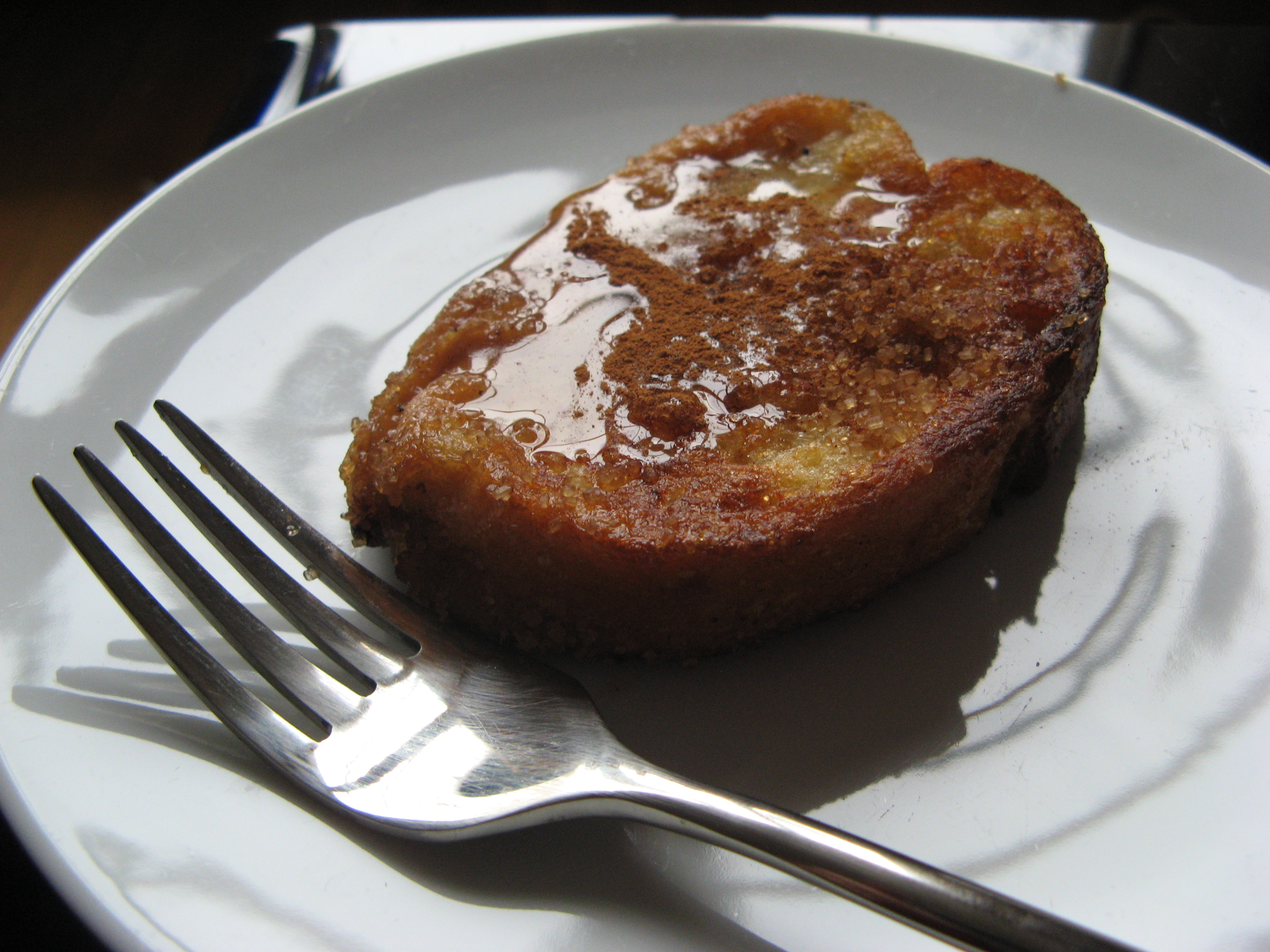
Torrija

Torrija (l.m. torrijas) – hiszpańskie danie słodkie, przyrządzane ze smażonego chleba. Tradycyjnie torrijas jada się w Hiszpanii (szczególnie w Andaluzji) na Wielkanoc. Może być także podawane jako deser lub danie śniadaniowe. 
Potrawę przygotowuje się poprzez namoczenie kromki chleba w jajku, cukrze i mleku, a następnie usmażenie jej. Gotowe torrijas podaje się z wybranymi dodatkami: cynamonem, słodkim syropem, miodem lub winem.
Podobną potrawą są tosty francuskie.